# Communauté de communes entre Allier et Bois Noirs
Die Communauté de communes entre Allier et Bois Noirs ist ein ehemaliger französischer Gemeindeverband mit der Rechtsform einer Communauté de communes im Département Puy-de-Dôme in der Region Auvergne-Rhône-Alpes. Sie wurde am 23. Dezember 2009 gegründet und umfasste sieben Gemeinden. Der Verwaltungssitz befand sich im Ort Puy-Guillaume.

## Historische Entwicklung
Mit Wirkung vom 1. Januar 2017 fusionierte der Gemeindeverband mit  
- Thiers Communauté,
- Communauté de communes de la Montagne Thiernoise sowie
- Communauté de communes du Pays de Courpière

und bildete so die Nachfolgeorganisation Communauté de communes Thiers Dore et Montagne.

## Ehemalige Mitgliedsgemeinden
1. Charnat
2. Châteldon
3. Lachaux
4. Noalhat
5. Paslières
6. Puy-Guillaume
7. Ris